# US Créteil HB
El US Créteil HB es un equipo de balonmano de la localidad francesa de Créteil. Actualmente milita en la Primera División de la liga francesa de balonmano. Es un sección del club polideportivo US Creteil. El equipo descendió en la temporada 2009/2010 de la máxima categoría del balonmano francés en la que llevaba desde la temporada 1985/1986.

## Palmarés
- Ligas francesas: 1
  - Temporadas: 1989
- Copas de Francia: 2
  - Temporadas : 1989, 1997
- Copas de la Liga: 1
  - Temporadas : 2003